# 2013 PS13
2013 PS13 とは、アポロ群に属する地球近傍小惑星の1つである。

## 物理的性質
2013 PS13 の絶対等級は約27.5等級と極めて微小な天体であり、直径12m、質量2200トンと推定されている。

## 軌道の性質
2013 PS13 は協定世界時2013年8月7日22時5分にOAM天文台で発見された。発見から約31時間後の8月9日5時21分に、地球から20万4400kmのところを通過した。これは月の軌道の約53%の距離に相当する。最接近時には1分あたりで200秒角も移動していた。
軌道長半径は火星軌道とほぼ同じ約2.25億km (1.505AU) であるが、軌道離心率は約0.587とかなり楕円形である。このため近日点距離は金星軌道の内側である約0.93億km (0.624AU) 、遠日点距離は小惑星帯に相当する約3.54億 (2.363AU) である。このため金星・地球・火星にそれぞれかなり近い距離を通過する。しかし、発見から約2日後の2013年8月9日までの56回の観測を最後に行方不明となっているため、軌道の計算精度が荒い。例えば2082年の地球への接近は最接近時刻が11月10日から13日の36時間に広がっており、最小距離は約7.52万km (0.000503AU) 、最大距離は約1444万km (0.0965AU) とかなり広がりがある。なお、地球軌道との最小距離は約4万8000km (0.000319AU) である。